# Janne Haaland Matlary

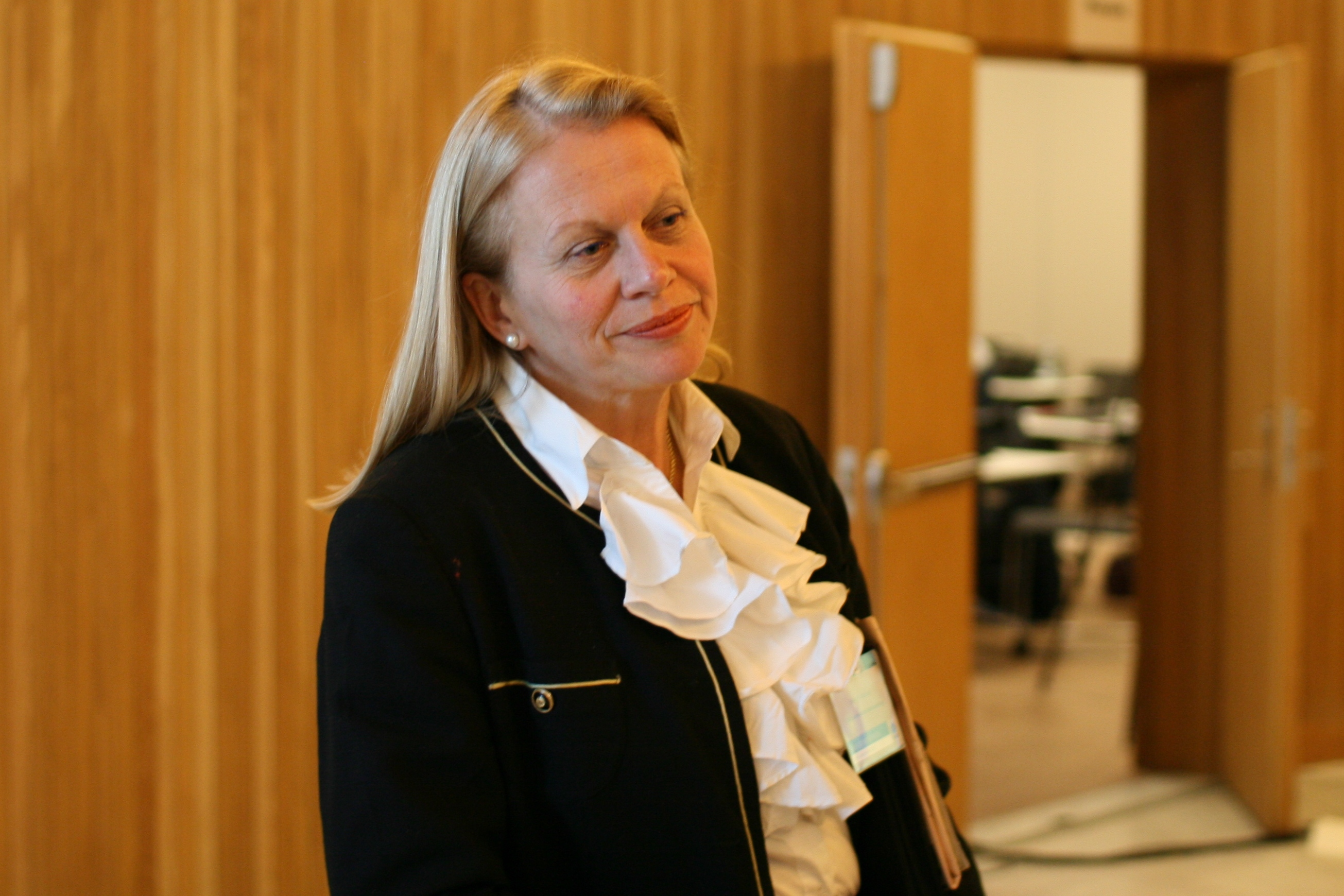
Janne Haaland Matláry

Janne Haaland Matláry (nascida em 27 de abril de 1957) é uma cientista política, escritora e política norueguesa que anteriormente representou o Partido Democrata Cristão. Desde 2012 ela é membro do Partido Conservador. Ela é professora de política internacional na Universidade de Oslo e atuou como Secretária de Estado no Ministério das Relações Exteriores de 1997 a 2000.
Ela alegou que a ideologia democrata-cristã era incompatível com a ideologia socialista.  
Palestrante no colóquio inter-religioso Humanum, em 2014. O evento, realizado no Vaticano, centrou-se nas discussões sobre o matrimônio e a família. 

## Afiliações
É membro do Pontifício Conselho Justiça e Paz e da Pontifícia Academia de Ciências Sociais, e consultora do Pontifício Conselho para a Família. Em 2001, ela foi feita Dama na Ordem Soberana e Militar de Malta.   Ela também é membro do Conselho Consultivo Internacional (IAB) do IESE. 

## Família
Janne Haaland é casada com o Dr. Matláry, um médico de origem húngara que veio para a Noruega como refugiado. O casal tem quatro filhos. 

## Escritos
- Political Factors in Western European Gas Trade (NUPI rapport). Norsk Utenrikspolitisk Institutt, Oslo 1985; ISBN B0006EOPL0
- Norway's New Interdependence with the European Community: The Political and Economic Implications of Gas Trade (NUPI rapport). Utenrikspolitisk Institutt, Oslo 1990; ISBN B0006EVW8E
- Energy Policy in the European Union. Palgrave Macmillan, 1997; ISBN 978-0-312-17295-4
- Intervention for Human Rights in Europe. Palgrave Macmillan, 2002; ISBN 978-0-333-79424-1
- Values and Weapons: From Humanitarian Intervention to Regime Change? Palgrave Macmillan, 2006; ISBN 978-1-4039-8716-7
- Faith through Reason. Gracewing Publishing, 2006; ISBN 978-0-85244-004-9, preface by Joseph Ratzinger.
- When Might Becomes Human Right. Gracewing, 2007; ISBN 978-0-85244-031-5
- European Union Security Dynamics: In the New National Interest. Palgrave Macmillan, 2009; ISBN 978-0-230-52188-9